# Denkmal der Großherzogin Charlotte

Denkmal der Großherzogin Charlotte (2009)

Das Denkmal der Großherzogin Charlotte ist eine von dem französischen Bildhauer Jean Cardot (* 1930) entworfenes Bronzestandbild, das im Jahr 1990 zu Ehren der ehemaligen Großherzogin Charlotte von Luxemburg (1895–1985), Landesfürstin von 1919 bis 1964, auf dem Clairefontaine-Platz in der Hauptstadt Luxemburg errichtet wurde.  
Das am 29. April 1990 in Anwesenheit der großherzoglichen Familie offiziell eingeweihte, 2,75 m hohe Kunstwerk steht auf einem flachen runden Sockel, der seinerseits auf einer tellerförmigen Basis ruht. 
Die in vereinfachten Formen ausgeführte Figur ist in einen weiten Mantel gehüllt dargestellt, aus welchem der rechte Arm mit zum Himmel gewandter Handfläche wie zum Gruß hervorragt. Da diese Geste auch wie eine bettelnde Hand gedeutet werden könnte, wird das Denkmal im Volksmund auch spöttisch Heeschefraa (Bettelfrau) genannt.